# Stožice
Stožice falu és önkormányzat (obec) Csehország Dél-csehországi kerületének Strakonicei járásában. Területe 7,59 km², lakosainak száma 295 (2008. 12. 31). A falu Strakonicétől mintegy 24 km-re délkeletre, České Budějovicétől 30 km-re északnyugatra, és Prágától 108 km-re délre fekszik.

## Az önkormányzathoz tartozó települések
- Křepice
- Libějovické Svobodné Hory
- Stožice

## Látnivalók
- Kápolna a főtéren Szent Flórián és Szent Prokop freskóival.
- A faluban született Josef Holeček realista író.

## Népesség
A település népessége az elmúlt években az alábbi módon változott:
| Lakosok száma | 553  | 515  | 506  | 333  | 278  | 277  | 342  | 356  | 412  | 454  |
|               | 1869 | 1890 | 1921 | 1950 | 1980 | 2001 | 2017 | 2019 | 2022 | 2024 |